# Tequus cretoa
Tequus cretoa – gatunek błonkówki z rodziny Pergidae.

## Taksonomia
Gatunek ten został opisany w 1980 roku przez Davida Smitha pod nazwą Acordulecera cretoa. Jako miejsce typowe podano rezerwat Reserva Experimental Horco Molle w argentyńskiej prowincji Tucumán. Holotypem była samica. W 1990 roku autor opisu przeniósł ten gatunek do rodzaju Tequus.

## Zasięg występowania
Ameryka Południowa, notowany w Argentynie w prowincjach Jujuy i Tucumán w płn. części kraju.